# Amestec racemic
Amestecul racemic este o substanță chimică organică, formată prin combinarea în proporții egale (ca număr de molecule) de antipozi optici (levogir și dextrogir).
Prin compensarea reciprocă a activității optice a celor doi antipozi, amestecul este optic inactiv.
Amestecul racemic se obține în sinteza de laborator.
Poate fi scindat (dedublat) în antipozii optici respectivi prin metode mecanice, fizice sau biochimice.